# Fulvio Saini
Fulvio Luigi Saini (Biassono, 7 marzo 1962) è un allenatore di calcio ed ex calciatore italiano, di ruolo centrocampista.

## Carriera

### Giocatore
Ha iniziato la sua carriera nelle giovanili del Monza, la squadra che lo lancerà nel professionismo e di cui diventerà capitano. Il calciatore brianzolo ha vissuto quasi un ventennio con la maglia biancorossa, collezionando 552 presenze in campionato (290 delle quali in Serie B e 262 in Serie C1), record per la società monzese, condite da 13 gol, la vittoria di due Coppa Italia Serie C e tre promozioni in Serie B.
Ha chiuso la sua carriera disputando 3 stagioni in Serie C2 nella Pro Sesto, con 92 gare e una rete.

### Allenatore
Dopo aver concluso la sua esperienza da calciatore, ha allenato per molti anni le giovanili del Monza. Nel giugno del 2017, a 40 anni esatti dal suo ingresso da calciatore nelle giovanili del Monza, ha lasciato il suo incarico di allenatore.
Nella stagione 2017/2018 ha preso la guida della formazione Juniores Nazionale del Seregno. Dopo aver guidato la squadra per quattro stagioni, nell'annata 2021-2022 gli è stata affidata la guida dell'Under 17, che lascia nell'ottobre 2021.

## Palmarès

### Club

#### Competizioni nazionali
- Coppa Italia Serie C: 2

Monza: 1987-1988, 1990-1991